# Зорівка (Запорізький район)
Зо́рівка (до 1967 року — Павлівка) — село в Україні, у Тернуватській селищній громаді Запорізького району Запорізької області. До 2019 року органом місцевого самоврядування була Самійлівська сільська рада. Населення становить 69 осіб. 

## Географія
Село Зорівка знаходиться на відстані 3 км від сіл Самійлівка, Бойкове та Рибальське. По селу протікає пересихаючий струмок з загатою.

## Історія
У 1967 році село Павлівка було перейменоване на село Зорівка.